# Prosthechea bueraremensis
Prosthechea bueraremensis là một loài thực vật có hoa trong họ Lan. Loài này được (Campacci) Campacci mô tả khoa học đầu tiên năm 2005.